# Treindienstregeling 2011 in Nederland

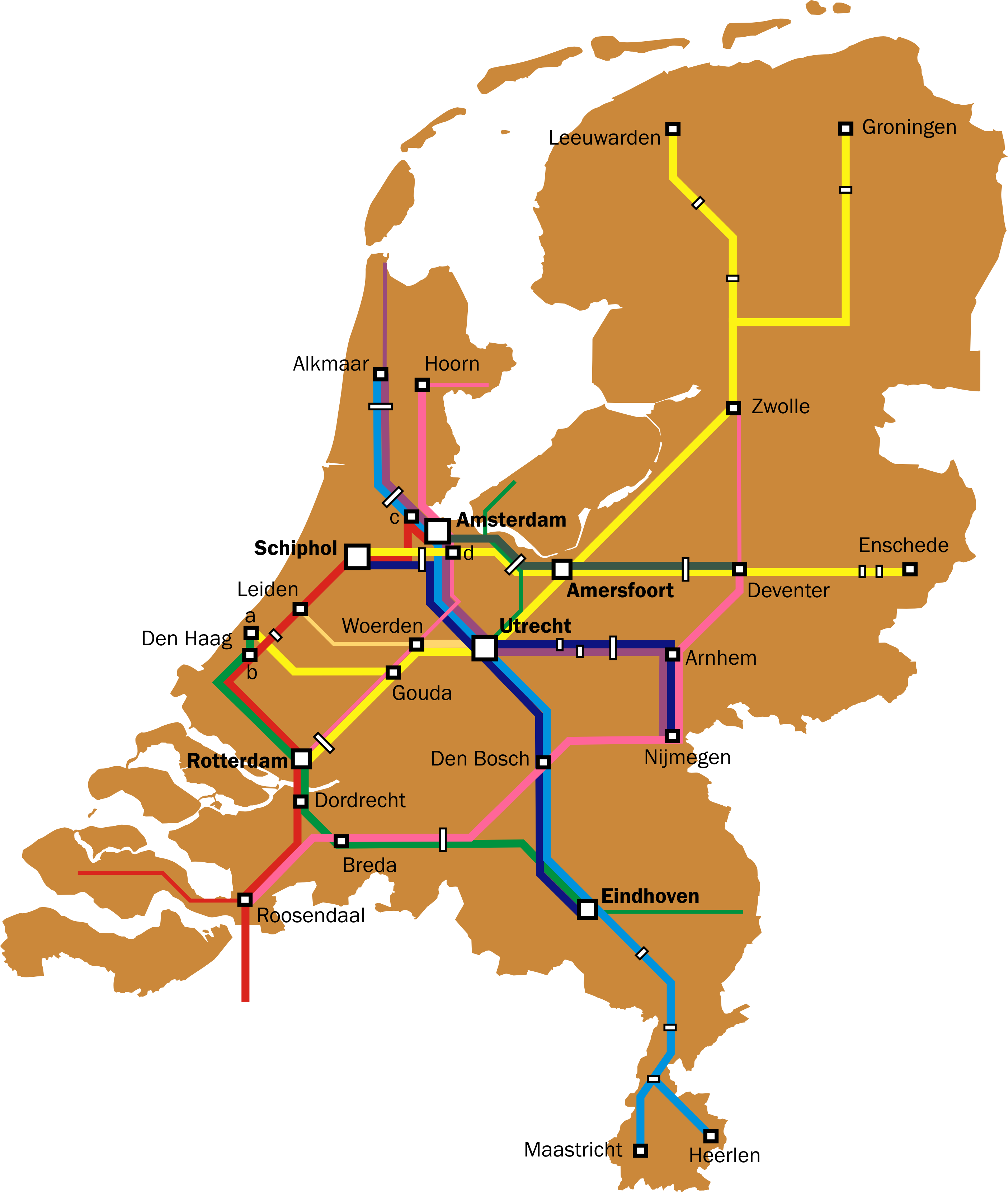
Nederlands intercitynetwerk 2011. (Dunne lijnen: intercity stopt op alle stations.)

De dienstregeling 2011 van de spoorvervoerders in Nederland geldt van zondag 12 december 2010 tot en met zaterdag 10 december 2011. Hieronder volgt een overzicht van de wijzigingen zoals vastgesteld in het Besluit Basisuurpatroon 2011.

## Nieuwe stations
- Het definitieve station Houten Castellum is geopend tussen Houten en Culemborg. Dit station wordt viermaal per uur bediend door de sprinters tussen Utrecht Centraal en Tiel / Breda

Daarnaast worden verschillende stations in de loop van het dienstregelingjaar geopend:
- Station Emmen Zuid wordt op 3 april 2011 geopend ter vervanging van station Emmen Bargeres.
- Op 1 mei 2011 wordt station Veendam heropend. Dit wordt door Arriva tweemaal per uur bediend(van maandag tot zaterdag tot 19.00 2x per uur. Overige uren en zondag uurlijks) door de stoptrein Groningen – Zuidbroek – Veendam.
- Medio 2011 zou station Hoevelaken geopend worden. Dit wordt door Connexxion viermaal per uur bediend door de stoptreinen Amersfoort – Barneveld Centrum / Ede-Wageningen (Valleilijn). NS Reizigers zal dit station overslaan, omdat er geen stoptrein rijdt tussen Amersfoort en Apeldoorn.
- Medio 2011 zou station Hengelo Gezondheidspark geopend moeten worden. Dit zou door Syntus tweemaal per uur bediend worden door de stoptrein Oldenzaal – Hengelo – Zutphen.

## Midden-Nederland
Treinserie 7400 (Rhenen – Breukelen) rijdt in de spits van en naar Uitgeest. In de dienstregeling 2010 stopte deze serie ter bevordering van het internationale treinverkeer in één richting niet op Amsterdam Muiderpoort en Amsterdam Amstel. Vanaf dienstregeling 2011 stopt deze in beide richtingen op de genoemde stations.

## West en Zuid Nederland
- Het nachtnet in Noord-Brabant gaat in afgeslankte vorm voort. Er rijden alleen nachtnettreinen rijden op de nachten volgend op vrijdag en zaterdag. Deze treinen rijden tussen Rotterdam Centraal – Eindhoven en Utrecht Centraal – Eindhoven. De pendeltrein Tilburg – 's-Hertogenbosch is vervallen, evenals het nachtnet volgend op donderdag.
- De naam van Tilburg West is gewijzigd in station Tilburg Universiteit.
- Per 4 februari is het gehele nachtnet tussen Utrecht Centraal en Rotterdam Centraal via Gouda op 1 trein na te komen vervallen.
- Per 8 april gaat de pendeltrein van het nachtnet tussen Tilburg en 's Hertogenbosch weer rijden. Deze trein rijdt in dezelfde nachten als op de 2 andere Brabantse nachtnetlijnen.

## Noord Nederland
Door een subsidie voor twee jaar van het Ministerie van Verkeer en Waterstaat voert Arriva als proef de volgende wijzigingen door:
- De sneltreinen Groningen – Leeuwarden v.v. rijden ook 's avonds en op zondag.
- De stoptreinen Groningen – Roodeschool v.v. rijden op maandag t/m zaterdag overdag elk half uur.
- Tussen Zuidhorn en Groningen rijden op maandag t/m vrijdag in de ochtendspits 3 extra treinen.

Na twee jaar wordt bekeken of de veranderingen aanslaan en gecontinueerd kunnen worden.
Andere wijzigingen:
- De frequentie van de stoptrein Leeuwarden – Sneek v.v. ging op maandag t/m vrijdag overdag omhoog van 2x naar 3x per uur. Dit was eerder aangekondigd voor 2009, maar met een jaar uitgesteld.[1]
- De stoptreinen Groningen – Zuidbroek v.v. gaan vanaf 1 mei 2011 doorrijden naar het te heropenen station Veendam.

## HSL-Zuid
Vanaf 4 april 2011 is de Fyra-verbinding in zuidelijke richting verlengd naar Breda. Tevens zou in december 2011 de Fyra-verbinding gaan rijden tussen Station Den Haag Centraal en Antwerpen. Deze zal stoppen op de stations Rotterdam, Breda en Noorderkempen.

## WijzigingenOude Lijn
De Beneluxtrein blijft in 2011 via de Oude lijn rijden. De eerder voorgestelde wijzigingen op die lijn worden waarschijnlijk per dienstregeling 2012 ingevoerd.